# Caballo Verde
El Caballo Verde o montaña de Pop (en valenciano Cavall Verd), es una montaña de 793 metros sobre el nivel del mar, en la Sierra del Penyal, que se sitúa entre los términos municipales de Benichembla y Vall de Laguart (provincia de Alicante), en la comarca de la Marina Alta. 

## Toponimia
El nombre evoca la figura legendaria de un caballo verde que los moriscos esperaron en vano, ante el enfrentamiento contra el ejército de Felipe III. En el collado de esta montaña se encuentran restos de un último refugio de los moriscos. No obstante, cabe destacar que el famoso castillo que supuestamente se había emplazado en la cima de este monte no era más que una leyenda debido a una confusión local que también adoptaron los cronistas de la época y algunos historiadores modernos.

## Historia
Fue uno de los últimos reductos de la resistencia de los moriscos del antiguo Reino de Valencia. Los moriscos del Valle de Pop y otros sitios subieron a la cima de esta montaña, para resistir el decreto de la expulsión del año 1609. A mediados de noviembre de 1609, unos 17.000 moriscos acampados en la cima de dicha montaña, armados con hondas, piedras y alguna ballesta, se enfrentaron a cinco mil soldados de los tercios de Nápoles y Sicilia que integraban una máquina militar perfectamente pertrechada y armada. Como resultado de aquel combate, el ejército de Felipe III masacró a miles de moriscos y el resto se refugió en los escarpados riscos del Cavall Verd, cima cuyo nombre evoca precisamente la figura legendaria de un caballo verde que esperaron en vano para que los salvara. Allí resistieron unos pocos días sin agua ni alimento hasta su capitulación final.
Con aquella revuelta desesperada, los moriscos de la Marina Alta intentaron oponerse a la decisión de la monarquía española de expulsarlos de la patria de sus antepasados, donde como herederos de la cultura islámica habían vivido durante siglos. Se perdió dos tercios de su población: desde los puertos de Denia y Jávea partieron unos 42 000 moriscos rumbo a Orán en un exilio forzoso.